# Ochodnica
Ochodnica este o comună slovacă, aflată în districtul Kysucké Nové Mesto din regiunea Žilina. Localitatea se află la altitudinea de 400 m deasupra n.m., se întinde pe o suprafață de 18,05 km2 și în 2017 număra 1.934 de locuitori.

## Istoric
Localitatea Ochodnica este atestată documentar din 1244.

## Demografie
| An:                | 1994 | 2004   | 2014   | 2024   |
| ------------------ | ---- | ------ | ------ | ------ |
| Număr de persoane: | 2027 | 2017   | 1932   | 1933   |
| Diferență:         |      | −0,49% | −4,21% | +0,05% |

| An:                | 2023 | 2024   |
| ------------------ | ---- | ------ |
| Număr de persoane: | 1933 | 1933   |
| Diferență:         |      | +1,42% |